# 佐川町
佐川町（日语：／ Sakawa chō）是位於日本高知縣中西部的町，隸屬於高岡郡，在江戶時代作為山內氏家臣深尾氏的城下町而開始發展。境內約73.1%的面積被森林覆蓋，柳瀨川流經城鎮中心並往北與仁淀川匯流，全境則坐落於盆地内。國道33號由東向西通過町内，JR土贊線則由東向南經過境內。

## 地理
佐川町地處被虛空藏山與蟠蛇森包圍的盆地内。當地整體氣候溫暖多雨，但冬季時常下雪，春秋兩季也常出現大霧。

## 歷史
佐川町內的不動岩屋洞窟遺跡顯示當地在石器時代已有人居住。戰國時代，長宗我部元親的家臣久武親信將其居城遷至古城山，並命名為佐川城。慶長8年(1603年)，山內一豐因為在關原之戰中立下戰功，而被德川家康賜予土佐24萬石的領地，山內一豐的首席家老深尾重良則獲封佐川1萬石的領地。此後佐川地區作為土佐藩深尾氏的城下町而逐漸繁榮。

### 行政區劃變遷
- 1889年：實施町村制，現在的轄區在當時分屬：高岡郡加茂村、佐川村、斗賀野村、尾川村、黑岩村。[8]
- 1900年：佐川村改制為佐川町。[8]
- 1954年：佐川町、斗賀野村、尾川村、黑岩村合併為新設置的佐川町。[8]
- 1954年：尾川的部分地區和越知町分離。[8]
- 1955年：加茂村西半部合併。[8]
- 1958年：黑岩從越知町分離。[8]

### 變遷表
| 1889年4月1日 | 1889年 - 1926年      | 1926年 - 1954年             | 1955年 - 1989年             | 1989年 - 現在 | 現在   |
| ------------ | -------------------- | --------------------------- | --------------------------- | ------------- | ------ |
| 加茂村       | 加茂村               | 1954年10月15日 合併為日高村 | 1954年10月15日 合併為日高村 | 日高村        | 日高村 |
| 加茂村       | 加茂村               | 加茂村                      | 1955年2月10日 併入日高村    | 日高村        | 日高村 |
| 加茂村       | 加茂村               | 加茂村                      | 1955年2月10日 併入佐川町    | 佐川町        | 佐川町 |
| 佐川村       | 1900年1月10日 佐川町 | 1954年3月20日 佐川町        | 1954年3月20日 佐川町        | 佐川町        | 佐川町 |
| 斗賀野村     |                      | 1954年3月20日 佐川町        | 1954年3月20日 佐川町        | 佐川町        | 佐川町 |
| 尾川村       |                      | 1954年3月20日 佐川町        | 1954年3月20日 佐川町        | 佐川町        | 佐川町 |
| 黑岩村       |                      | 1954年3月20日 佐川町        | 1954年3月20日 佐川町        | 佐川町        | 佐川町 |

## 行政

### 歷任町長
1. 渡邊勉（1977年－1993年）
2. 和田啓作（1993年－1997年）
3. 中山博司（1997年－2005年）
4. 榎並谷哲夫（2005年－2013年）
5. 堀見和道 (2013年 - 2021年）[11]
6. 片岡雄司（2021年－）[11]

## 教育
町內的町立小學有4所，3所中學校，高中為高知県立佐川高等学校，組合立學校為日高村佐川町学校組合立加茂小学校及中学校。

## 交通

### 鐵路
- 四國旅客鐵道
  - 土讚線：土佐加茂車站 - 西佐川車站 - 佐川車站 - 襟野野車站 - 斗賀野車站

|  |  |
|  |  |

## 觀光
- 佐川文庫庫舎（旧青山文庫）[4]
- 青源寺
- 乘台寺
- 不動岩屋洞窟遺跡[9]
- 竹村家住宅（國家家指定文化財）[16]
- 佐川地質館
- 長谷溪谷

## 姊妹、友好城市

### 日本
- 北見市（北海道）：過去原與常呂郡常呂町締結，後合併為北見市。
- 南部町（鳥取県西伯郡）過去原與西伯町締結，後合併為南部町。

## 本地出身人物
- 田中光顯：江戶時代土佐藩家老深尾氏家臣，明治時代成為中央政府官員，曾擔任内閣書記官長、元老院議官、會計檢查院長、警視總監、貴族院議員、宮内大臣。
- 尾崎清光：政治運動人士
- 黑鐵弘：漫畫家
- 坂東眞砂子：作家
- 廣井勇：日本港灣工程之父
- 牧野富太郎：植物學家[17]
- 森下雨村：作家
- 森下一仁：架空小說作家
- 渡邊智男：前職業棒球投手
- 吉村光示：前職業足球選手
- 山口智：職業足球選手
- 小野大輔：配音員、歌手
- 楠木繁夫：歌手

## 外部連結
- （日語）官方网站
- （日語） 佐川町觀光情報